# The Makemakes

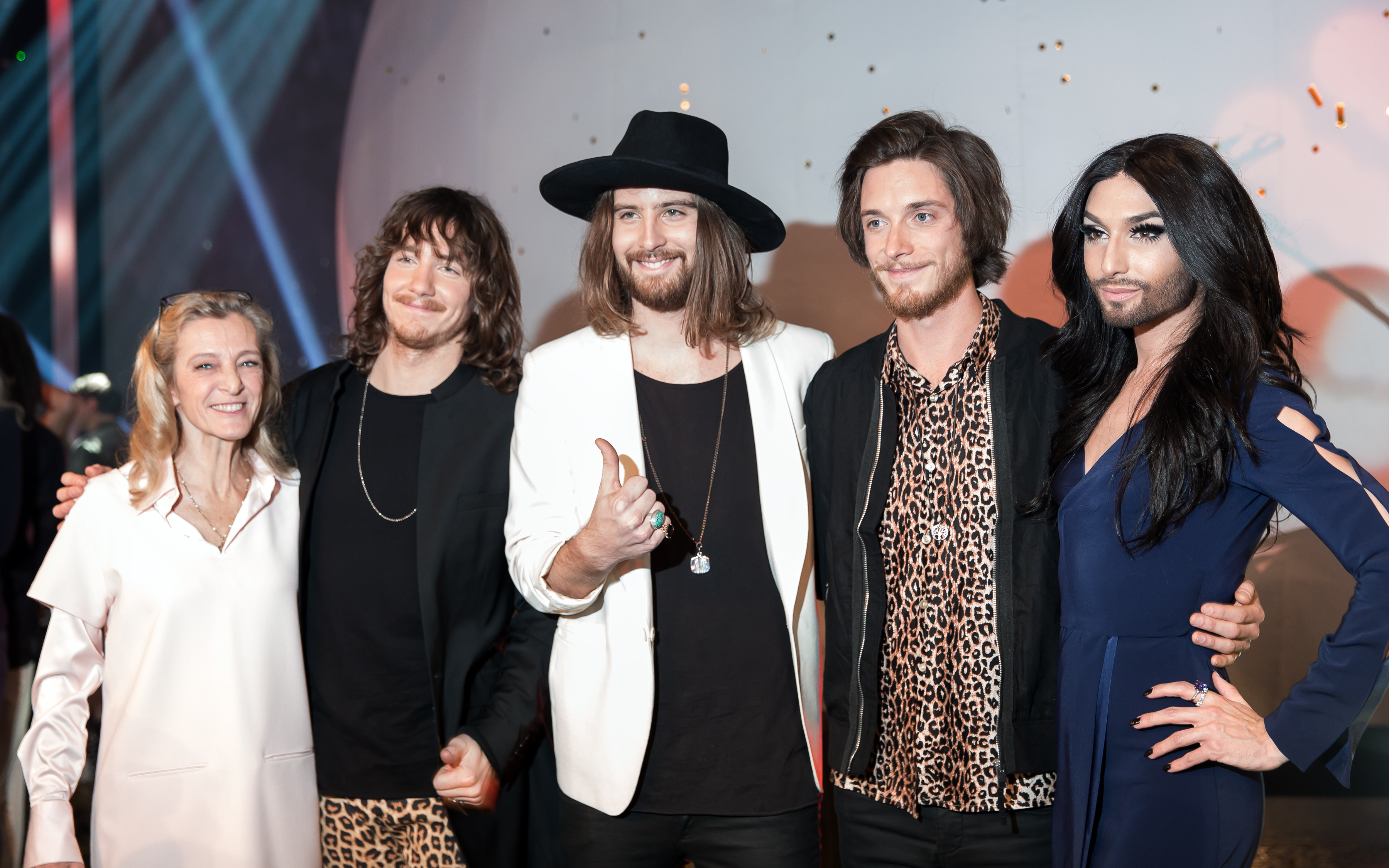
The Makemakes und Conchita Wurst

The Makemakes sind eine österreichische Rockmusik-Gruppe, bestehend aus dem Thalgauer Sänger Dominic „Dodo“ Muhrer und den aus Mondsee stammenden Musikern Florian Meindl und Markus Christ. Der Name leitet sich ab vom Zwergplaneten Makemake, der seinerseits nach der Schöpfergottheit Makemake in der Kultur der Osterinsel benannt wurde. 

## Geschichte
Bekanntheit erlangte die Band 2013 durch ihren Auftritt als Vorgruppe für Bon Jovi. Auch trug das in der einschlägigen Presse oftmals zitierte Gerücht, dass der Sänger der Gruppe Dodo Muhrer ein unehelicher Sohn des Schauspielers Christoph Waltz sein könnte, zur Popularität der Band bei.
Beim österreichischen Vorentscheid zum Eurovision Song Contest 2015 wurden sie als Kandidat für Österreich gewählt. Gegen ihren Song I Am Yours wurden Plagiatsvorwürfe erhoben, dieser solle dem Song The Scientist der britischen Band Coldplay ähnlich sein. Eine offizielle Prüfung kam zu dem Schluss, dass kein Plagiat vorliegt.
Ihre Teilnahme am Eurovision Song Contest, der am 23. Mai 2015 in Wien stattfand, war nicht von Erfolg gekrönt – sie erzielten null Punkte. Damit landeten sie auf dem vorletzten Platz von 27 teilnehmenden Ländern, da die für Deutschland teilnehmende Sängerin Ann Sophie mit ebenfalls null Punkten nach ihnen angetreten war und daher nach den Regeln für Punktegleichheit hinter ihnen gereiht wurde. In Anspielung auf den erfolgreichen schwedischen Siegertitel veröffentlichten The Makemakes noch in der Nacht des Song Contest auf Facebook ein satirisches Video mit dem Titel "We are the Zeroes of our Time", welches in wenigen Tagen mehr als eine halbe Million Mal aufgerufen wurde und von den Medien als würdige Geste interpretiert wurde. In Anlehnung an The Makemakes veröffentlichte Ann Sophie am Folgetag ihre Version der österreichischen Parodie.
Für die Neuauflage des Titels "Climb Every Mountain" aus dem Musical "The Sound Of Music" engagierte der US-Produzent Humberto Gatica The Makemakes als Duett-Partner für den zweifachen American-Idol-Finalisten Joshua Ledet.
2017 drehten sie die ServusTV-Spielfilmdoku The Makemakes in Hollywood – Auf den Spuren von The Sound of Music, als Erzählerin fungierte Verena Altenberger.
Im März 2018 veröffentlichten The Makemakes ihre offizielle Comeback-Single "Keep On Moving" in Österreich. Musikalisch bezogen sie sich ihren eigenen Angaben nach auf ihre ursprünglichen Wurzeln.
Im Dezember wirkten The Makemakes bei der Produktion der 3. Folge der ersten Staffel von My Hit Your Song auf ProSieben mit. Mit ihren Rock-Arrangements der Songs Love Is All Around und Freedom von DJ BoBo setzen sie sich gegen die Konkurrenz durch und gewinnen 25.000 Euro Preisgeld. Nach der Ausstrahlung am 31. Jänner 2019 reagierte das deutsche Publikum durchwegs positiv auf die bis zu dem Zeitpunkt in Deutschland noch kaum bekannte Band.

## Diskografie
Alben
- 2015: The Makemakes

Lieder
- 2012: The Lovercall
- 2012: Killing the Director
- 2014: Million Euro Smile
- 2015: I Am Yours
- 2015: Big Bang
- 2015: You Are Not Alone
- 2015: Little Is Much More
- 2015: Heartache
- 2015: All You Ever Need
- 2015: Please Come Home for Christmas
- 2017: Climb Every Mountain
- 2018: Keep On Moving
- 2019: Freedom
- 2019: The Beach